# Фиат Груп
Фиат С.п.А. (на италиански: FIAT S.p.A.) е най-големият италиански производител на автомобили, двигатели, финансова и индустриална група, базирана в Торино, Северна Италия. Поделение е на Stellantis Europe S.p.A., която е част от Stellantis N.V.. През 2023 г., когато Фиат реорганизира автомобилния си бизнес сменя името си на Stellantis Europe.
Компанията е основана през 1899 г. от група инвеститори, сред които и Джовани Анели. Името на компанията Фиат е съкращение от Fabbrica Italiana di Automobili Torino (Италианска фабрика за автомобили в Торино).
Автомобили с марката Фиат са произвеждани и се произвеждат по целия свят – в Италия, Полша, Бразилия (бестселър ) и Аржентина.Съвместни педприятия има във Франция, Турция, Египет (с държавната автомобилна компания Насър), Южна Африка, Индия и Китай.

## История
Джовани Анели основава „Фиат“ през 1899.
През 1903, Фиат произвежда първия си камион.8
През 1908, за пръв път Фиат е изнесен за САЩ.9 През същата година е произведен първият самолетен двигател на Fiat. През 1910, ФИат става най-големия производител на автомобили в Италия. През същата година, заводът, лицензиран за производството на Фиат в Пукипси, Ню йорк, прави първата си кола. Това е преди представянето на конвейерната линия на Форд през 1913. Притежаването на Фиат по това време е било въпрос на престиж. Fiat се продава в САЩ на цена между $3600 и $8600, сравнено с US$825 за Форд Модел Т през 1908.11
През 1969 ФИАТ купува италианската автомобилна марка Ланчиа.Освен нея през този период от време компанията купува и Инокенти (друг италиански амтомобилен производител)
През 1986, Фиат купува Алфа Ромео от италианското правителство. Една година по-късно, Фиат придобива Мазерати. През 1995 Алфа Ромео излиза от пазара в САЩ. Мазерати се представя отново на американския пазар от Фиат през 2002. 2009 е една от най-важните години за компанията. Световната икономическа криза довежда до фалит или до опасност от фалит няколко автомобилни призводители. ФИАТ преговаря за закупуването на немския производител Опел, но до споразумение с Дженерал моторс и Германското правителство. През 2009 ФИАТ купува Крайслер груп поради обявения фалит на концерна от американския президент – Барак Обама. През 2011 г. ФИАТ се завръща на американския пазар с подобрена версия на ФИАТ 500.
През средата на януари 2014 Фиат груп аутомобилес приключва сделката с американския профсъюз ВЕБА, който държи 41 процента от акциите на Крайслер груп и става 100% собственик на компанията. През същия месец компанията е преименувана на ФИАТ Крайслер аутомобайлс.

## Дейности
Дейността на групата първоначално е насочена към промишленото производство на автомобили, промишлени и селскостопански превозни средства. С времето дейността се разширява към много други сфери и сега групата развива дейност в много сектори на промишлеността и финансовите услуги. Това е най-големият италиански концерн, като същевременно развива значителни операции из целия свят, работи в 61 държави с 1063 компании, които имат над 223 000 служители, 111 000 от които са извън Италия.

### Автомобили
Списък на моделите FIAT от 1899 година
Фиат Груп е най-големият производител на автомобили в Италия, с модели, включващи Фиат Панда, Фиат Пунто, Фиат Стило, Фиат 500, Фиат Фриимонт, Фиат Добло и Фиат 500Л. Автомобилни компании, управлявани от Fiat Group Automobiles S.p.A, са Ферари и Мазерати. Днес автомобилната група управлява добре известни автомобило-производители, като Ланча, Алфа Ромео, Абарт, Fiat Automobiles S.p.A, Ивеко, и Мазерати Ферари е собственост на Fiat Group, но се управлява автономно.
Наградата Кола на годината в Европа, европейското най-високо отличие в автомобилния бранш за изминалите 40 години, е печелена 12 пъти от Fiat Group, повече от всеки друг производител на автомобили. Последно Фиат Нуова 500 спечели наградата Кола на годината в Европа 2008
Списък на моделите на Фиат Груп, спечелили наградата Кола на годината в Европа:
- 1967: Фиат 124
- 1970: Фиат 128
- 1972: Фиат 127
- 1980: Ланча Делта
- 1984: Фиат Уно
- 1989: Фиат Типо
- 1989: Фиат Темпра
- 1994: Фиат Купе
- 1995: Фиат Пунто
- 1996: Фиат Браво
- 1998: Алфа Ромео 156
- 2001: Алфа Ромео 147
- 2004: Фиат Панда
- 2008: Фиат 500

### Селскостопанско и строително оборудване
Фиат Груп притежава CNH Global (която включва Case Construction, Case IH, Flexi-Coil, Kobelco, New Holland, New Holland Construction и Steyr); и Fiat-Hitachi Construction. CNH е вторият по големина производител на селскостопанско оборудване в света след Deere & Company. Също така е третият по големина производител в света на строително оборудване след Caterpillar Inc. и Komatsu.

### Товарни автомобили
Товарни автомобили (Iveco и Seddon Atkinson), автобуси (Iveco и Irisbus) и противо-пожарни коли (Camiva, Iveco и Magirus). За информация за военните превозни средства, произвеждани от FIAT, виж Ariete.
Производството на Fiat's Light Commercial Vehicle включва: Fiat Ducato, Fiat Scudo и Fiat Doblò. Виж Fiat Professional за повече информация относно продуктите на Fiat's Light Commercial Vehicle.

### Мотоциклети и авиационна техника
През 1959, Piaggio преминава под управлението на фамилия Аниели. В резултат, през 1964 авиационата и мотоциклетната секции се разделят за да станат независими компании; авиационното отделение се преименува на IAM Rinaldo Piaggio. Днес самолетостроителната компания Piaggio Aero се управлява от фамилията на Пиеро Ферари, която все още притежава и 10% от автомобило-строителната компания Ferrari.
През 1999 Morgan Grenfell Private Equity придобива Piaggio

### Части
Най-големият италиански производител на части Magneti Marelli е собственост на Fiat, и на свой ред притежава Carello, Automotive Lighting, Siem, Cofap, Jaeger, Solex, Veglia Borletti, Vitaloni, и Weber; други марки за части – Riv-Skf и Brazilian Cofap.

### Металургично производство
FIAT притежава металургичната компания, Teksid.

### Производствени системи
Производствените системи се произвеждат основно от Комау (сега Comau Systems), която закупи American Pico, Renault Automation и Sciaky и произвежда промишлени системи за автоматизация. През 1970-те и 1980-те, компанията става пионер в използването на промишлени роботи за сглобяването на автомобили. Заводите на Fiat са сред най-автоматизираните и модерни в света.

### Услуги
Важната застрахователна компания Toro Assicurazioni позволява на Fiat да управлява значителна част от този пазар (както и малките компании като Lloyd Italico и Augusta Assicurazioni) и да си взаимодейства с някои свързани банки. Toro Assicurazioni беше закупена от гигантската застрахователна компания Assicurazioni Generali и вече не е свързана с Fiat Group.

### Преса и комуникации
Фиат Груп притежава важни издателски фирми, като La Stampa, Itedi и Italiana Edizioni.

### Други дейности
Fiat Gesco, KeyG Consulting, Sadi Customs Services, Easy Drive, RM Risk Management и Servizio Titoli са малко компании, работещи в сектора на обществените услуги, предоставящи услуги в икономическия и финансов сектори.
Групата е представена в много страни, не само на Запад. Тя е една от първите компании, които са построили заводи в контролираните от СССР страни, с добре известни примери във Владивосток, Киев и Толиати. Руското правителство по-късно продължава джойнтвенчъра под името АвтоВАЗ (познат като Лада). Fiat има също така поделения в Полша в Тихи, където са произвеждани 126, Cinquecento и сега Seicento). Fiat има фабрики в Аржентина, Бразилия и Италия. Под лиценз или джойнтвенчър автомобили се произвеждат и в Китай, Египет, Франция, Индия, Южна Африка, Турция и Виетнам.6 В тези фабрики из целия свят се произвеждат и местни модели на FIAT, като например Palio. От 2005, компанията държи първото място в Бразилския автомобилен пазар с пазарен дял от почти 25%.

## Чужди предприятия
Фиат е ключов играч в развитието на автомобилната индустрия в редица страни през 1950-те, в частност в Източна Европа, Испания, и Турция.

### Застава (Сърбия, Югославия)
Първото предприятие отваря през 1955, когато е постигнато споразумение с югославския автомобилостроител Zastava да сглобява Fiat за Източна Европа. Първата кола произведена от Zastava е версия на Fiat 1300 и Fiat 1500. През 1970, Zastava сглобява версия на новите (тогава) Fiat 124 и Fiat 125, въпреки че тези коли никога на практика не са произвеждани в Югославия – произвеждани са в Полша. Zastava 750, пусната през 1962, е версия на Zastava на икономичната мини-кола Fiat 600.
Най-масовата Zastava, Zastava 101, югославската версия на Fiat 128, никога не се е продавала в Италия.

### Полски Фиат/FSO (Полша)
Автомобилите Фиат са познати в Полша от 1920. През 1932, Полски инженерни заводи започва производство на Фиат 508, произвеждани до 1939 също и като военни машини. През 1965, полското комунистическо правителство подписва сделка с Фиат за производството на подбрани Фиатмодели в Полша. Производството на новия автомобил Полски Фиат 125p – започва през 1967. Визуално той е идентичен с италианския Фиат 125, но използва по-стара технология на Фиат, датираща от 1960-те. След 1979, Fiat се изтегля от управлението на FSO и оттогава колите са с марка FSO. Година по-рано, логото FSO се появява на нов 4-врат хечбек FSO Polonez, използващ скоростната кутия от Fiat 125.

### Лада (СССР/Русия)
През 1966, Фиат построява нов автомобилен завод на брега на река Волга. Нов град, наречен Толиати (на името на известен италиански комунист) се развива около завода, който започва да произвежда „народната кола“, наречена Жигули. Тя е базирана на новия Фиат 124. Следващите модели носят марката „LADA“.

### Турция
В Турция, Фиат 124 се произвежда под лиценз от Тофаш като Тофаш Мурад. Той е заменен по-късно от версия на Фиат 131, позната като Тофаш Шахин.

### Испания
В Испания, Сеат (Sociedad Española de Automóviles de Turismo) е построен с помощта на Фиат и произвежда модели на Фиат под собствената марка до 1981, когато Fiat оттегля подкрепата си.

### Южна Африка
В Южна Африка, Фиат Уно се сглобява по лиценз от Нисан, като обаче колата носи името Уно, без марката Фиат.

## Галерия
- Фиат Типо
- Фиат 500L
- Фиат 500X
- Фиат Фулбек
- Фиат 124
- Фиат Торо